# دهستان توسکاچشمه
توسکا چشمه، دهستانی است از توابع بخش مرکزی شهرستان گلوگاه در استان مازندران ایران.

## جمعیت
براساس سرشماری سال ۱۳۸۵جمعیت آن ۴۹۳۰ نفر (۱۲۸۵ خانوار) بوده‌است.